# Роддіктон-Байд-Арм
Роддіктон-Байд-Арм (англ. Roddickton-Bide Arm) — містечко в Канаді, у провінції Ньюфаундленд і Лабрадор.

## Населення
За даними перепису 2016 року, містечко нараховувало 999 осіб, показавши скорочення на 5,5%, порівняно з 2011-м роком. Середня густина населення становила 20,9 осіб/км².
З офіційних мов обидвома одночасно володіли 10 жителів, тільки англійською — 990. Усього 5 осіб вважали рідною мовою не одну з офіційних.
Працездатне населення становило 53% усього населення, рівень безробіття — 28,4% (31,7% серед чоловіків та 23,9% серед жінок). 92% осіб були найманими працівниками, а 5,7% — самозайнятими.
Середній дохід на особу становив $35 074 (медіана $25 776), при цьому для чоловіків — $40 217, а для жінок $30 454 (медіани — $31 360 та $20 928 відповідно).
24,1% мешканців мали закінчену шкільну освіту, не мали закінченої шкільної освіти — 45,2%, 30,7% мали післяшкільну освіту, з яких 27,5% мали диплом бакалавра, або вищий.
| Статево-вікова структура населення | Статево-вікова структура населення | Статево-вікова структура населення | Статево-вікова структура населення | Статево-вікова структура населення |
| ---------------------------------- | ---------------------------------- | ---------------------------------- | ---------------------------------- | ---------------------------------- |
|                                    |                                    |                                    |                                    |                                    |
| Всього                             | Всього                             | 49,5%50,5%                         |                                    |                                    |
| 0 — 14 років                       | 0 — 14 років                       |                                    | 16,1%                              | 16,1%                              |
| 15 — 64 років                      | 15 — 64 років                      |                                    | 60,3%                              | 60,3%                              |
| 65 і більше                        | 65 і більше                        |                                    | 23,6%                              | 23,6%                              |
| 85 і більше                        | 85 і більше                        |                                    | 2,5%                               | 2,5%                               |
| Середній вік (років)               | Середній вік (років)               | 44,747,2                           | 45,9                               | 45,9                               |
| Медіана (років)                    | Медіана (років)                    | 48,450,5                           | 49,2                               | 49,2                               |
| — чоловіки — жінки                 |                                    |                                    |                                    |                                    |

| Походження мешканців:     | Походження мешканців:     | Походження мешканців: | Походження мешканців: | Походження мешканців: |
| ------------------------- | ------------------------- | --------------------- | --------------------- | --------------------- |
| Походження                |                           |                       | осіб                  | %                     |
| Корінні американці        | Корінні американці        |                       | 100                   | 10.2%                 |
| Інше північноамериканське | Інше північноамериканське |                       | 700                   | 71.43%                |
| Європейське               | Європейське               |                       | 270                   | 27.55%                |
| британське                | британське                |                       | 250                   | 25.51%                |
| французьке                | французьке                |                       | 25                    | 2.55%                 |

| Зайнятість населення за галузями (за класифікацією NOC): | Зайнятість населення за галузями (за класифікацією NOC): | Зайнятість населення за галузями (за класифікацією NOC): | Зайнятість населення за галузями (за класифікацією NOC): | Зайнятість населення за галузями (за класифікацією NOC): |
| -------------------------------------------------------- | -------------------------------------------------------- | -------------------------------------------------------- | -------------------------------------------------------- | -------------------------------------------------------- |
|                                                          |                                                          |                                                          |                                                          |                                                          |
| Управління                                               | Управління                                               |                                                          | 9,3%                                                     | 9,3%                                                     |
| Бізнес, фінанси та адміністрування                       | Бізнес, фінанси та адміністрування                       |                                                          | 8,1%                                                     | 8,1%                                                     |
| Охорона здоров'я                                         | Охорона здоров'я                                         |                                                          | 12,8%                                                    | 12,8%                                                    |
| Освіта, правозахист, муніципальні та урядові служби      | Освіта, правозахист, муніципальні та урядові служби      |                                                          | 19,8%                                                    | 19,8%                                                    |
| Роздрібна торгівля та послуги                            | Роздрібна торгівля та послуги                            |                                                          | 16,3%                                                    | 16,3%                                                    |
| Гуртова торгівля, транспорт та обладнання                | Гуртова торгівля, транспорт та обладнання                |                                                          | 19,8%                                                    | 19,8%                                                    |
| Природні ресурси, сільське господарство                  | Природні ресурси, сільське господарство                  |                                                          | 5,8%                                                     | 5,8%                                                     |
| Виробництво                                              | Виробництво                                              |                                                          | 8,1%                                                     | 8,1%                                                     |

## Клімат
Середня річна температура становить 2,1°C, середня максимальна – 17,6°C, а середня мінімальна – -15,4°C. Середня річна кількість опадів – 1 040 мм.
| Клімат поселення                              | Клімат поселення | Клімат поселення | Клімат поселення | Клімат поселення | Клімат поселення | Клімат поселення | Клімат поселення | Клімат поселення | Клімат поселення | Клімат поселення | Клімат поселення | Клімат поселення | Клімат поселення |
| Показник                                      | Січ.             | Лют.             | Бер.             | Квіт.            | Трав.            | Черв.            | Лип.             | Серп.            | Вер.             | Жовт.            | Лист.            | Груд.            |                  |
| Середній максимум, °C                         | −5,32            | −5,65            | −0,84            | 4,81             | 9,41             | 14,58            | 17,55            | 17,53            | 13,50            | 8,18             | 3,15             | −2,9             |                  |
| Середня температура, °C                       | −10,21           | −10,54           | −5,72            | −0,1             | 4,52             | 9,69             | 14,36            | 14,33            | 10,32            | 4,98             | −0,03            | −6,09            |                  |
| Середній мінімум, °C                          | −15,1            | −15,42           | −10,6            | −4,99            | −0,36            | 4,79             | 11,17            | 11,14            | 7,14             | 1,78             | −3,22            | −9,29            |                  |
| Норма опадів, мм                              | 95               | 75               | 74               | 63               | 65               | 97               | 89               | 88               | 84               | 101              | 104              | 105              |                  |
| Середньомісячна швидкість вітру, м/с          | 6.84             | 6.49             | 6.35             | 5.83             | 5.26             | 5.05             | 4.76             | 4.91             | 5.56             | 6.01             | 6.53             | 7.06             |                  |
| Середньомісячна сонячна радіація, кДж/м²·день | 3444             | 6466             | 10562            | 14406            | 17322            | 18781            | 18376            | 15199            | 10985            | 6358             | 3532             | 2518             |                  |
| --------------------------------------------- | ---------------- | ---------------- | ---------------- | ---------------- | ---------------- | ---------------- | ---------------- | ---------------- | ---------------- | ---------------- | ---------------- | ---------------- | ---------------- |
| Джерело:                                      |                  |                  |                  |                  |                  |                  |                  |                  |                  |                  |                  |                  |                  |